# Adolfo Bignami
Pour les articles homonymes, voir Bignami.
Adolfo Bignami, né le 2 juillet 1845 à Bologne et mort le 3 avril 1906 dans la même ville, est un peintre et graveur italien. 

## Biographie
Adolfo Bignami naît le 2 juillet 1845 à Bologne,.
Il vit et travaille pendant plusieurs années à Florence. Il est surtout connu pour son activité de graveur, lié au groupe de graveurs piémontais de la seconde moitié du XIXe siècle, dominé par la personnalité d'Antonio Fontanesi. Avec ses élèves T. Signorini, N. Costa et Turletti, il fonde la revue Arte in Italia, porte-parole de la jeune école des graveurs italiens. La revue est publiée de 1869 à 1873. Il peint également un certain nombre de paysages, dont l'un (Bucato) est exposé à Milan.
Adolfo Bignami meurt le 3 avril 1906 dans sa ville natale.